# سايمور روبي
سايمور روبي (بالإنجليزية: Seymour Robbie)‏ هو مخرج أمريكي، ولد في 25 أغسطس 1919 في نيويورك في الولايات المتحدة، وتوفي في 17 يونيو 2004 في بيفرلي هيلز في الولايات المتحدة.

## وصلات خارجية
- سايمور روبي على موقع IMDb (الإنجليزية)
- سايمور روبي على موقع ألو سيني (الفرنسية)
- سايمور روبي على موقع قاعدة بيانات الفيلم (الإنجليزية)